# Calceolaria chaetostemon
Calceolaria chaetostemon là một loài thực vật có hoa trong họ Calceolariaceae. Loài này được Pennell mô tả khoa học đầu tiên năm 1945.